# Чемпіонат Білорусі з хокею 1997—1998
Чемпіонат Білорусі з хокею 1997—1998 — 6-й розіграш чемпіонату Білорусі. У сезоні 1997—1998 брали участь чотири  клуби.

## Підсумкова таблиця
| М  | Команда         | І  | В  | Н | П  | Ш     | О  |
| -- | --------------- | -- | -- | - | -- | ----- | -- |
| 1. | Німан Гродно    | 18 | 14 | 3 | 1  | 72:30 | 31 |
| 2. | Полімір         | 18 | 11 | 3 | 4  | 64:46 | 25 |
| 3. | Тівалі (Мінськ) | 18 | 5  | 1 | 12 | 44:70 | 11 |
| 4. | Юність-Мінськ   | 18 | 2  | 1 | 15 | 47:81 | 5  |